# Das Model
«Das Model"» ("La Modelo" en español) es una canción grabada por el grupo alemán Kraftwerk en 1978, escrita por los músicos Ralf Hütter y Karl Bartos, con la colaboración del artista Emil Schult en la letra. Aparece en el álbum Die Mensch-Maschine (conocido en las versiones internacionales como The Man-Machine).
La letra fue escrita por Emil Schult, quien estaba enamorado de una modelo cuando escribió la canción. También compuso música para la canción, aunque era demasiado pesada para el concepto musical de Kraftwerk y fue reescrita por Bartos y Hütter para adaptarse al sonido de la banda.
En 1981, la canción fue relanzada para coincidir con el lanzamiento del álbum de estudio Computerwelt (Computer World en inglés). Alcanzó el número 1 en la UK Singles Chart del Reino Unido. Tanto la versión alemana como la inglesa de la canción han sido versionadas por otros artistas, como Snakefinger, Hikashu, Big Black y Rammstein.

## Posicionamiento en listas
| Lista (1978)                          | Máxima posición |
| ------------------------------------- | --------------- |
| Países Bajos (Mega Single Top 100)    | 43              |
| Estados Unidos (Hot Dance Club Songs) | 39              |
| Lista (1982)                          | Máxima posición |
| Alemania (Offizielle Deutsche Charts) | 7               |
| Australia (Kent Music Report)         | 33              |
| Finlandia (Official Finnish Charts)   | 20              |
| Irlanda (IRMA)                        | 4               |
| Países Bajos (Mega Single Top 100)    | 41              |
| Reino Unido (UK Singles Chart)        | 1               |

## Versión de Rammstein
La banda de metal industrial Rammstein y la banda alemana Neue Deutsche Härte versionaron la versión alemana de "Das Model" en 1997 como «Das Modell».Fue lanzado como sencillo en 1997 e incluido más tarde en el box set de 1998 Original Single Kollektion.
"Das Modell" se introduce con una frase francesa pronunciada por la editora de cine Mathilde Bonnefoy. El sencillo contiene tres canciones no incluidas en el álbum tomadas de las sesiones de grabación de Sehnsucht. En la versión especial de "Alter Mann", Bobo (Christiane Hebold) canta junto a Till Lindemann en el coro.

## Lista de canciones
CD (Europa)
1. "Das Modell" - 4:46
2. "Kokain" - 3:09
3. Alter Mann (Special Version) - 4:22
4. Rammstein Computerspiel Für Windows